# Heinrich Ullmann

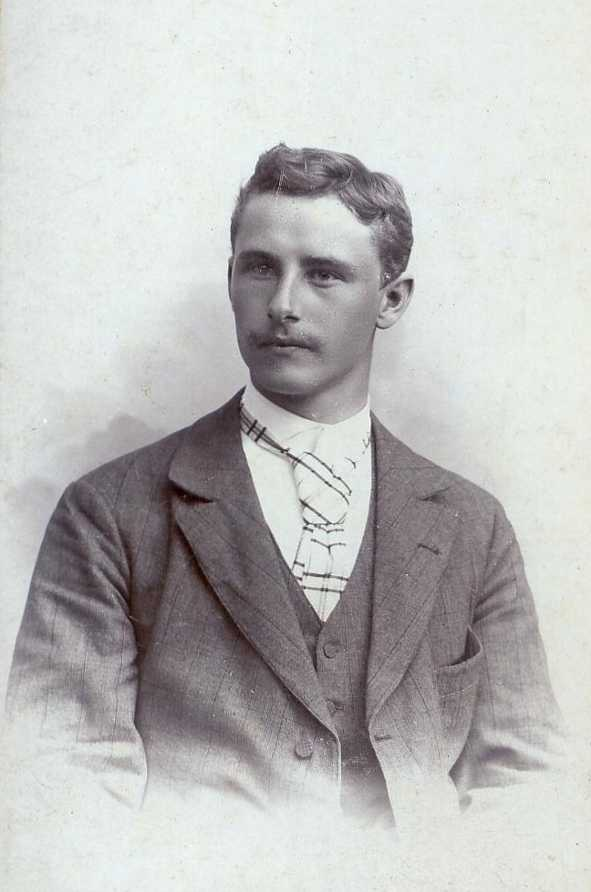
Heinrich Ullmann

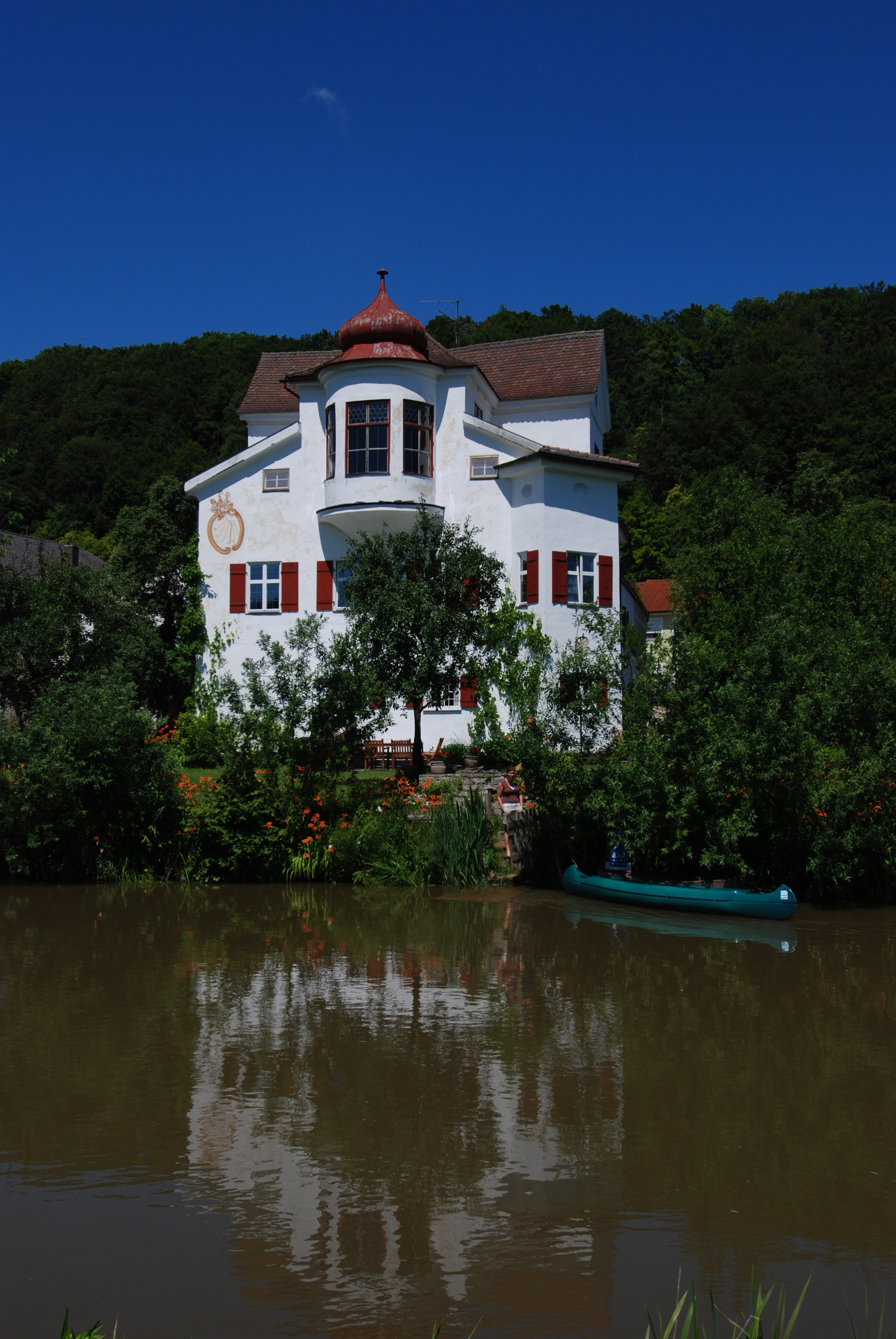
Sein Sommersitz Schlösschen Inching

Heinrich Ullmann (* 15. April 1872 in Göllheim, Pfalz; † 12. Juni 1953 in München) war ein deutscher Architekt, bayerischer Baubeamter, Landschaftsmaler und Fotograf.

## Leben

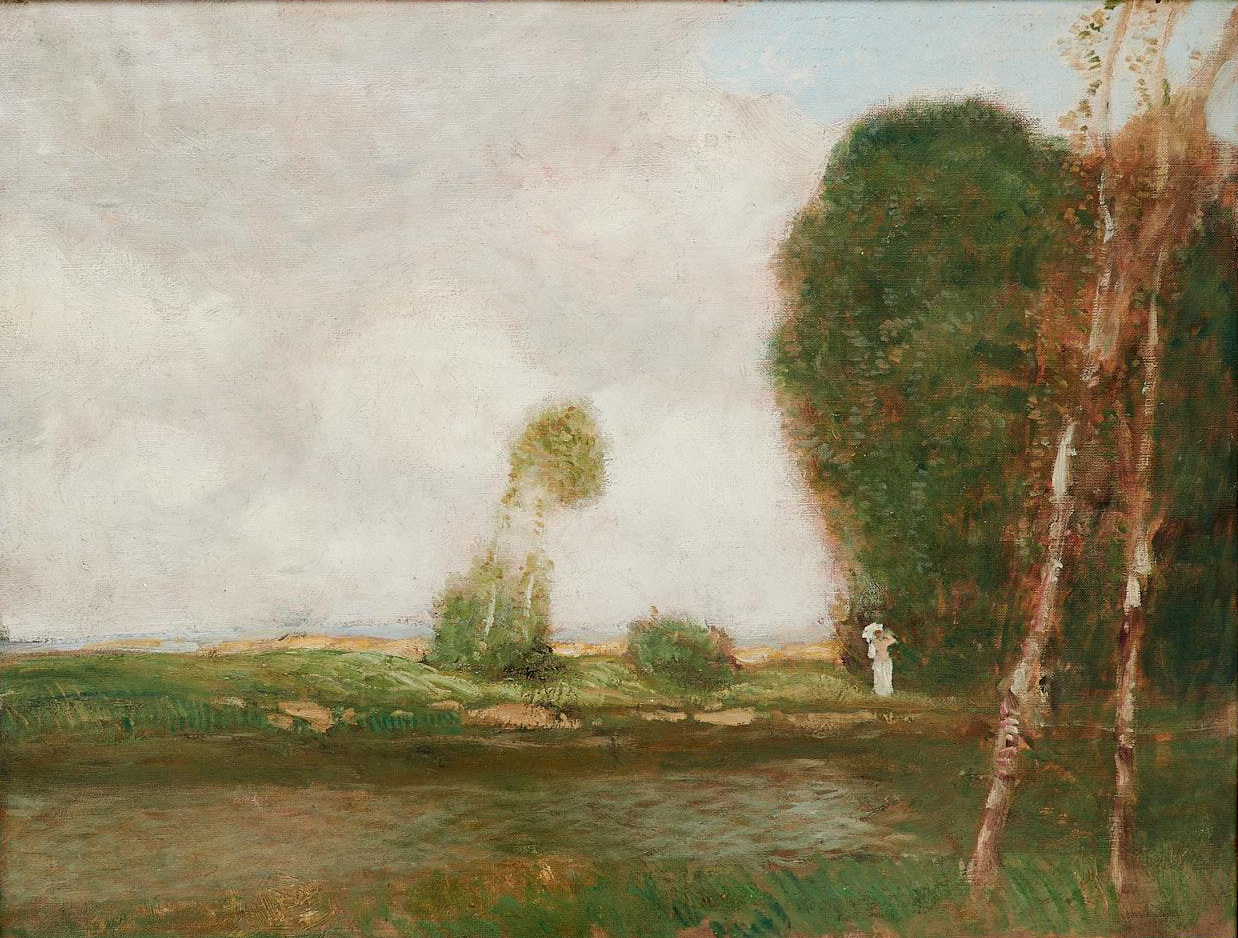
Sommerlandschaft mit Figur (1908); Öl auf Leinwand

Seine Eltern waren Fritz Ullmann, von Beruf Mediziner, und dessen Frau Mine, geb. Antz. Die künstlerische Begabung war ein Erbe eines Urgroßvaters mütterlicherseits, des evangelischen Pfarrers Ludwig Antz (1765–1837). Sein Zwillingsbruder Ludwig Ullmann (* 15. April 1872; † 22. Juli 1943) war ebenfalls Architekt. 1891–1893 und 1894–1896 studierte er an der Technischen Hochschule München, unter anderem bei August Thiersch, 1893/1894 an der Technischen Hochschule (Berlin-)Charlottenburg. Während seines Studiums wurde er Mitglied des AGV München. 1896 legte er erste Staatsprüfung ab. In den folgenden drei Jahren absolvierte er ein Referendariat am Landbauamt Kaiserslautern. 1899–1905 war er Bauamtsassessor am Landbauamt Speyer. 1904–1910 war er beurlaubt in den Kreisdienst zum Bau der Heil- und Pflegeanstalt Homburg, zusätzlich wirkte er 1908–1910 als Regierungsbauassessor extra statum. In das Landbauamt Speyer zurückgekehrt, wurde er zum 1. Mai 1910 dessen Vorstand. Mit Wirkung zum 1. Januar 1914 wurde er Vorstand des Landbauamtes Rosenheim. Mit dem 1. September 1915 kam er in die Oberste Baubehörde im Bayerischen Staatsministerium des Innern, wo er bis zu seiner Versetzung in den Ruhestand am 30. Juni 1937 verblieb. Seit 1920 stand er im Dienstrang eines Ministerialrats.
In München war er als Referent für das Kultusministerium für die Bearbeitung von Kirchen-, Universitäts-, Schul- und Theaterbauten zuständig, und zwar besonders für Fragen der Denkmalpflege, des Heimat- und Naturschutzes. Er wirkte im Bayerischen Landesverein für Heimatschutz mit. Er hatte zahlreiche Dienstreisen zu unternehmen, bei denen er viel fotografierte. Insbesondere in Urlaubszeiten fotografierte und malte er im Altmühltal und 1925 während einer Italienreise. Besonders hervorzuheben ist die Bedeutung seiner Zeichnungen als Dokumentation des Altmühl-Jurahauses, für dessen Erhalt er sich bis an sein Lebensende einsetzte. Das Spektrum seiner künstlerischen Techniken reichte von Bleistift-, Feder- und Kreidezeichnungen, über Aquarelle (oft mit Kreidehöhung) und Linolschnitte bis hin zu Ölgemälden. Mit seinen Arbeiten gehört er zu den bedeutendsten Künstlern seiner Zeit, auch wenn er wenig an die Öffentlichkeit trat und deshalb nicht so bekannt wurde wie seine Kollegen. Auch seine sorgfältig erstellten Fotografien verwirklichen höchste künstlerische Ansprüche.
1983 fand erstmals eine große Heinrich-Ullmann-Ausstellung in Eichstätt statt, nachdem er 1942 in einer Ausstellung im Haus der Kunst München vertreten war und bereits 1949 in Eichstätt einige Werke ausgestellt hatte. Eine weitere Ausstellung folgte 2003 in Eichstätt und in Pappenheim. 1986 waren in Bad Windsheim Bilder von ihm zu sehen; 1988 wurden in Eichstätt seine Italienbilder gezeigt.
Heinrich Ullmann war seit 1899 mit Johanna geb. Gießen (1875–1958) verheiratet, mit der er zwei Kinder hatte. 1919 kaufte er das von den Eichstätter Hofbaumeistern Jakob Engel und Gabriel de Gabrieli erbaute Schlösschen Inching als Sommersitz; es ist noch heute in Familienbesitz. Seit seiner Pensionierung wohnte er in München-Obermenzing. Er ist auf dem dortigen Friedhof begraben.
Sein Zwillingsbruder Ludwig Ullmann (1872–1943) wirkte ebenfalls als Architekt. Er war der Schwiegersohn des pfälzischen Oberforstrates Karl Albrecht von Ritter und entwarf u. a. den Luitpoldturm im Pfälzerwald.

## Ehrungen
- 1913: Verdienstorden vom Heiligen Michael IV. Klasse
- 1927: Mitgliedschaft in der Preußischen Akademie der Bauwesens

## Werk

### Bauten
- Gymnasium in Zweibrücken
- Gymnasium am Kaiserdom in Speyer

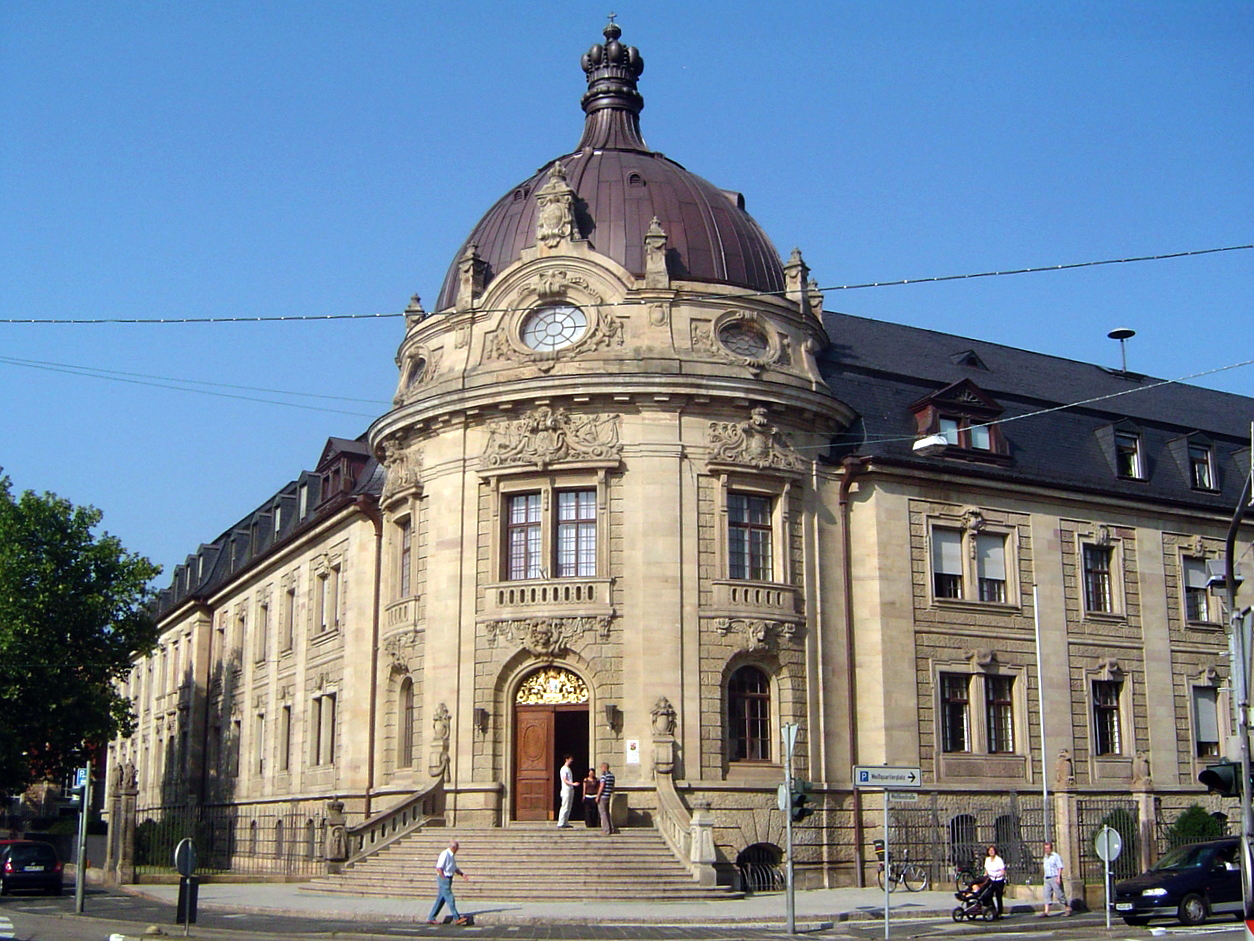
Land- und Amtsgerichtsgebäude in Landau in der Pfalz; 1900–1903

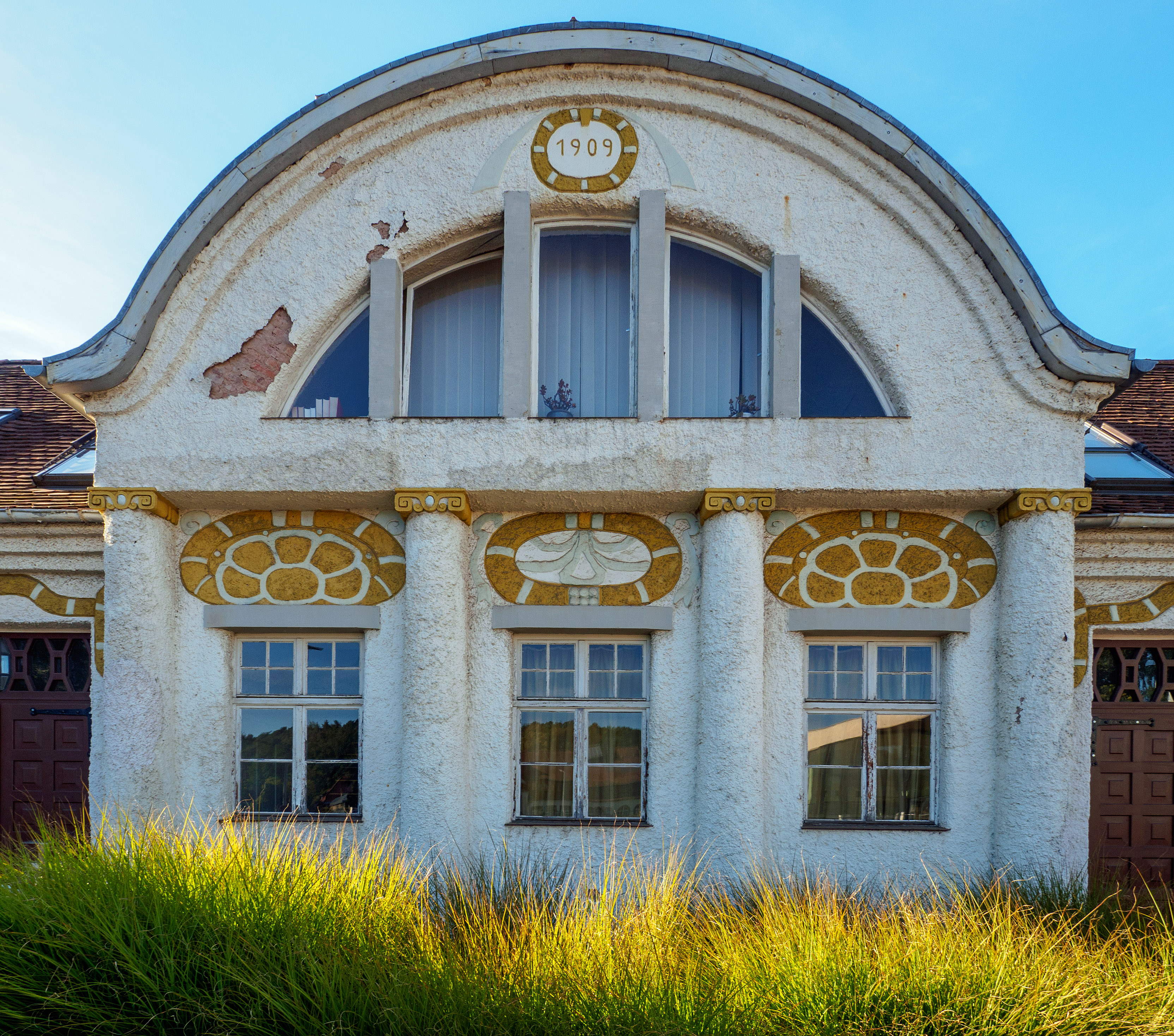
Festsaalgebäude des Universitätsklinikums in Homburg; 1904–1909

- 1901–1903: Land- und Amtsgerichtsgebäude in Landau in der Pfalz
- Amtsgericht in Annweiler
- Forsthäuser in Kandel, Bergzabern und Germersheim
- 1904–1910: II. Pfälzische Heil- und Pflegeanstalt in Homburg (Jugendstil, Modernität durch dorfähnlichen Charakter, heute Universitätsklinikum des Saarlandes, Medizinische Fakultät, Universitätskliniken), ein Teil der Gebäude und des Ensembles steht heute unter Denkmalschutz
- ab 1910: Rentämter in Landau in der Pfalz, Neustadt an der Haardt, Ludwigshafen am Rhein und Speyer
- 1914–1915: Bezirksamt und Rentamt in Miesbach

## Schriften und Illustrationen
- Das Kalkplattendach im Altmühlgebiete. In: Bayerischer Heimatschutz, 17. Jahrgang 1919, Nr. 11–12.

als Nachdruck in:
Josef Elfinger, Peter Leuschner, Brun Appel: Das Altmühl-Jurahaus mit dem Nachdruck „Das Kalkplattendach im Altmühlgebiete“ von Heinrich Ullmann 1919. Eichstätt o. J.
- Eichstätt. (mit Geleitwort von Hans Karlinger) In: Heimatbilder, 1. Folge (1921), 3. Heft. (4 Seiten Text, 8 fotografische Bildtafeln)

Außerdem veröffentlichte Ullmann zahlreiche Fotografien in Zeitschriften, vor allem in Das Bayerland und Bayerischer Heimatschutz, sowie in der Publikationsreihe Kunstdenkmäler von Bayern.
Die Fotos seiner Italienreise wurden posthum veröffentlicht:
- Erika Böhm, Robert Böhm (Hrsg.): Erinnerungen an Italien. Eine Photoreise in den Süden 1925. (mit einer Einführung von Rembrant Fiedler) Ludwig, Pfaffenhofen 1988, ISBN 3-7787-2095-3.